# Station Sumiyoshi (JR West)
Station Sumiyoshi (住吉駅, Sumiyoshi-eki) is een spoorwegstation in de wijk Sumiyoshi-ku in Kobe, Japan. Het wordt aangedaan door de JR Kobe-lijn en de Rokko Eiland-lijn. Het station heeft zes sporen. Het dient niet verward te worden met het gelijknamige station aan de Hanshin-lijn, gelegen ten zuiden van het JR West-station.

## Treindienst

### JR West
| 1,2 | ■ JR Kobe-lijn | richting Amagasaki, Osaka en Kita-Shinchi |
| 3,4 | ■ JR Kobe-lijn | richting Sannomiya en Himeji              |

### Kōbe Shinkōtsu
| 1,2 | ■ Rokko Eiland-lijn | richting Marine Park |

## Geschiedenis
Het JR-station werd in 1874 geopend en bleef tot de opening van de Rokko-lijn in 1990 slechts een station voor stoptreinen. Sindsdien stoppen er ook sneltreinen en maakt het station deel uit van een winkelcentrum.

## Overig openbaar vervoer
Bussen 33, 35, 37, 38 en 39.

## Stationsomgeving
- Stadsdeelkantoor van Higashinada
- 7-Eleven
- Lotteria
- FamilyMart
- Tsutaya
- Gourmet City (supermarkt)
- McDonald's
- Autoweg 2

(Tōkaidō-lijn<<) · Ōsaka · Tsukamoto · Amagasaki · Tachibana · Koshienguchi · Nishinomiya · Sakura-Shukugawa · Ashiya · Konan-Yamate · Settsu-Motoyama · Sumiyoshi · Rokkomichi · Nada · Sannomiya · Motomachi · Kōbe · Hyōgo · Shin-Nagata · Takatori · Suma-Kaihinkōen · Suma · Shioya · Tarumi · Maiko · Asagiri · Akashi · Nishi-Akashi · Okubo · Uozumi · Tsuchiyama · Higashi-Kakogawa · Kakogawa · Hoden · Sone · Himeji-Bessho · Gochaku · Himeji · (>>Sanyō-lijn) 

Wadamisaki-lijn: Hyōgo · Wadamisaki